# Sanjarjenje (TV drama)
Sanjarjenje je slovenska TV drama iz leta 1983, nastala po Lužanovi radijski igri Trkanje na steno. 
Za režiserja Boža Grlja, realizatorja Dnevnika na TV Ljubljana, je bil to dramski prvenec in diplomska naloga. Njegov mentor je bil Janez Drozg. Za dramaturginjo Metko Dedakovič je bilo to prvo sodelovanje pri TV drami.

### Zgodba
V stari hiši v predmestju živita ostareli ženski v prostovoljni samoti. Čeprav njun odnos niha med ljubeznijo in sovraštvom, druga brez druge ne moreta. Agresivnejša in živahnejša pripelje mlado dekle, ki prav tako želi mir in stran od ljudi.

## Kritike
Vesna Marinčič (Delo) je napisala, da ta drama o ostarelih marginalkah ne govori o ostarelosti, šibkosti in nemoči, ampak o osamelosti, samotnosti in bolestni osamljenosti. Pohvalila je tenkočutnost režiserja in igralk. Menila je, da bi si Čušinova, ki se je tistega leta pojavila še v dveh TV filmih, zaslužila poglavje zase.

## Zasedba
- Majda Potokar
- Štefka Drolc
- Silva Čušin

## Ekipa
- dramaturgija: Metka Dedakovič
- glasba: Urban Koder
- scenografija: Mirta Krulc
- kostumografija: Milena Kumar